# Albert Crusat
Albert Crusat Domènech (Barcellona, 13 maggio 1982) è un ex calciatore spagnolo, di ruolo centrocampista.

## Palmarès

### Club

#### Competizioni nazionali
- Coppa d'Inghilterra: 1

Wigan: 2012-2013